# Taverne « ? »
La taverne « ? » ou, plus simplement, « ? » (en serbe cyrillique : Кафана ? ; en serbe latin : Kafana ?), également connue sous le nom de Znak pitanja, le « point d'interrogation », est la plus ancienne taverne traditionnelle (ou kafana) de Belgrade, la capitale de la Serbie. En raison de son importance architecturale et historique, elle est inscrite sur la liste des monuments culturels protégés de la République de Serbie et sur la liste des biens culturels de la Ville de Belgrade.
Elle est située 6 rue Kralja Petra dans la municipalité de Stari grad. Encore en activité, elle propose une cuisine et une musique traditionnelles.

## Histoire

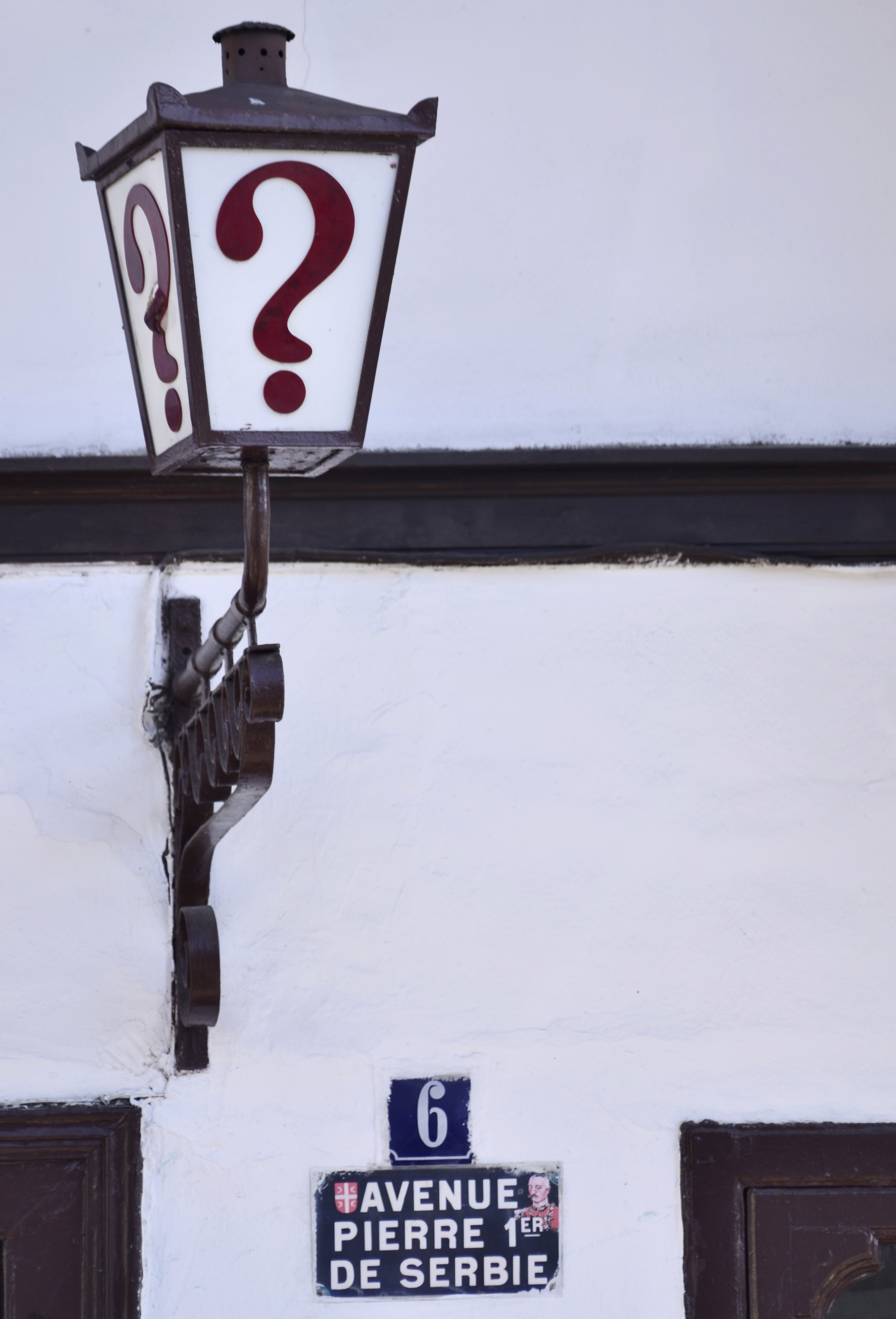
Détail de l'enseigne

La taverne « ? », située 6 rue Kralja Petra  a été construite en 1823 par des artisans originaires de Grèce. Caractéristique du style balkanique, la maison fut d'abord la propriété du prince Miloš Obrenović qui l'offrit à son financier Naum Ičko. En 1826, elle devint une taverne qui, en 1892, porta le nom de À la cathédrale. Le nom de l'établissement fut jugé irrévérencieux par l'Église et son propriétaire le remplaça par un point d'interrogation. La taverne devint le rendez-vous des artistes et des intellectuels.
En 1959, la taverne « ? », alors propriété d'un certain Ivan Pavlović, fut nationalisée par les autorités communistes. En 2005, un projet de privatisation vit le jour mais, devant la résistance des employés soutenus par de nombreux clients, il fut abandonné.